# 2012년 태풍
이 문서에서는 2012년에 발생하는 태풍들의 활동에 대해 기록하였다.
2012년에는 3월 29일에 제1호 태풍 파카르가 발생한 것을 시작으로 연말까지 총 25개의 태풍이 발생하였다.
평균적으로 1년 동안 태풍 발생 개수가  25.6개인 것과 비교하면 비슷한 수치이다.

## 통계

### 월별 태풍 발생 개수
| -                       | 1월       | 2월       | 3월       | 4월       | 5월       | 6월       | 7월       | 8월        | 9월        | 10월     | 11월       | 12월       |
| ----------------------- | --------- | --------- | --------- | --------- | --------- | --------- | --------- | ---------- | ---------- | -------- | ---------- | ---------- |
| 2012년                  | 0 (0)     | 0 (0)     | 1 (1)     | 0 (0)     | 1 (2)     | 4 (6)     | 4 (10)    | 5 (15)     | 3 (18)     | 5 (23)   | 1 (24)     | 1 (25)     |
| 30년 평균 1981년~2010년 | 0.3 (0.3) | 0.1 (0.4) | 0.3 (0.7) | 0.6 (1.3) | 1.0 (2.3) | 1.7 (4.0) | 3.6 (7.6) | 5.9 (13.5) | 4.9 (18.4) | 3.6 (22) | 2.3 (24.3) | 1.2 (25.6) |
|                         |           |           |           |           |           |           |           |            |            |          |            |            |

## 활동한 태풍

### 제2호 태풍 상우
2012년 제2호 태풍 상우(SANVU)는 5월 22일 오전 9시에 중심기압 1004hPa, 최대풍속 18m/s, 강풍 반경 190km, 크기 '소형'의 열대폭풍으로 미국 괌 남서쪽 약 90km 부근 해상에서 발생하였다(일본 기상청 태풍정보 속보치 기준). 북서진하면서 더디게 발달하다가 5월 25일에 전향하고 북동진하면서 5월 25일 오후 9시에 일본 도쿄 남쪽 약 1,330km 부근 해상에서 중심기압 975hPa, 최대풍속 31m/s, 강풍 반경 310km, 크기 '중형'의 강한 열대폭풍으로 발달하였다. 그 이후 북동진을 계속하면서 빠르게 약화되었고, 5월 28일 12시에 일본 도쿄 동남동쪽 약 1,300km 부근 해상에서 온대 저기압으로 변질되어 소멸하였다. 상우는 마카오에서 제출한 태풍 이름으로 산호를 의미한다.

### 제3호 태풍 마와르
2012년 제3호 태풍 마와르(MAWAR)는 6월 1일 오후 3시에 중심기압 998hPa, 최대풍속 18m/s, 강풍 반경 190km, 크기 '소형'의 열대폭풍으로 필리핀 마닐라 동쪽 약 490km 부근 해상에서 발생하였다(일본 기상청 태풍정보 속보치 기준). 6월 2일 오후부터 전향해서 북동진을 하며 발달을 시작해 6월 4일 오전 3시에 일본 오키나와 남남서쪽 약 630km 부근 해상에서 중심기압 960hPa, 최대풍속 39m/s, 강풍 반경 520km(남동쪽 반경)의 '강'한 '대형'(일본 기상청 태풍정보 기준)의 태풍으로 최성기를 맞이하였다.그 이후로는 계속 북동진하면서 서서히 약화되어 6월 6일 오후 3시에 일본 도쿄 동남동쪽 약 460km 부근 해상에서 976hPa의 온대 저기압으로 변질되어 소멸하였다. 반면 한국 기상청은 6월 6일 오후 3시에 990hPa의 온대 저기압으로 변질되어 소멸했다고 발표하였다.
마와르는 말레이시아에서 제출한 태풍 이름으로 장미를 의미한다.

### 제4호 태풍 구촐
2012년 제4호 태풍 구촐(GUCHOL)는 6월 12일 오후 3시에 중심기압 1004hPa, 최대풍속 18m/s, 강풍 반경 110km, 크기 '소형'의 열대폭풍으로 미국 괌 남남서쪽 약 500km 부근 해상에서 발생하였다(일본 기상청 태풍정보 속보치 기준). 발생한 이후 서진과 북서진을 하며 발달을 시작해 6월 17일 오후 3시에 필리핀 마닐라 동북동쪽 약 790km 부근 해상에서 중심기압 930hPa, 최대풍속 51m/s, 강풍 반경 460km(남동쪽 반경)의 '매우 강'한 '중형'(일본 기상청 태풍정보 속보치 기준)의 태풍으로 최성기를 맞이하였다. 6월 17일 오후 9시부터 전향하기 시작해서 서서히 약화되어 가면서 일본에 접근했고 6월 19일 오후 5시에 중심기압 965hPa, 최대풍속 36m/s, 강풍 반경 500km(남동쪽 반경)의 '강'한 '대형'(일본 기상청 태풍정보 속보치 기준)의 태풍으로 일본 와카야마에 상륙하였다. 상륙 이후 약화되어서 6월 20일 오전 9시에 일본 센다이 동쪽 약 260km 부근 해상에서 중심기압 996hPa의 온대 저기압으로 변질되어서 소멸하였다. 구촐은 미크로네시아에서 제출한 태풍 이름으로 향신료를 의미한다.

### 제5호 태풍 탈림
2012년 제5호 태풍 탈림(TALIM)는 6월 18일 오전 3시에 중심기압 994hPa, 최대풍속 18m/s, 강풍 반경 390km(남동쪽 반경), 크기 '중형'의 열대폭풍(일본 기상청 태풍정보 기준)으로 중화인민공화국 잔장 남남동쪽 약 270km 부근 해상에서 발생하였다. 발생 이후 정체하다가 동진과 북동진을 하며 서서히 발달했고, 6월 19일 오후 9시에 중화인민공화국 홍콩 남동쪽 약 290km 부근 해상에서 중심기압 985hPa, 최대풍속 26m/s, 강풍 반경 560km(남동쪽 반경)의 세력 '중', 크기 '중형'(일본 기상청 태풍정보 기준)의 강한 열대폭풍으로 최성기를 맞이하였다. 이후 북동진하면서 타이완 섬을 스치면서 빠르게 약화되어 6월 21일 오전 3시에 타이완 타이베이 서북서쪽 약 70km 부근 해상에서 중심기압 1000hPa의 열대저압부로 소멸하였다.(일본 기상청 태풍정보 기준) 한국 기상청 태풍정보 기준으로는 6월 21일 오전 6시에 대만 타이베이 북쪽 약 80km 부근 해상에서 중심기압 1000hPa의 열대저압부로 소멸하였다. 탈림은 필리핀에서 제출한 태풍 이름으로 날카로운 가장자리를 의미한다.

### 제7호 태풍 카눈
2012년 제7호 태풍 카눈(KHANUN)는 7월 16일 오후 3시에 중심기압 1002hPa, 최대풍속 18m/s, 강풍 반경 560km(북동쪽 반경)의 열대폭풍(일본 기상청 태풍정보 기준)으로 일본 오키나와 동남동쪽 약 870km 부근 해상에서 발생하였다. 발생 이후 북서진하면서 약하게 발달했고 7월 18일 오전 3시에 일본 오키나와 북북서쪽 약 250km 부근 해상에서 중심기압 985hPa, 최대풍속 26m/s(한국 기상청 태풍정보 기준으로는 988hPa, 25m/s), 강풍 반경 390km(북동쪽 반경)의 강한 열대폭풍(일본 기상청 태풍정보 기준)으로 발달하였다. 그 이후 북북서진 또는 북진하면서 제주도와 전남 지역부터 영향을 주기 시작했고, 7월 18일 오후 6시에 서귀포 남서쪽 약 70km 부근 해상에서 중심기압 990hPa, 최대풍속 23m/s, 강풍 반경 390km(북동쪽 반경)의 열대폭풍(일본 기상청 태풍정보 기준)으로 조금 약화되었다. 일본 기상청 태풍정보 기준으로는 7월 19일 오전 3시에 중심기압 994hPa, 최대풍속 18m/s, 강풍 반경 220km(동쪽 반경)의 열대폭풍으로 전북 군산 근처 육상으로(추정) 상륙했다고 발표했고, 한국 기상청 태풍정보 기준으로는 7월 19일 오전 8시에 중심기압 992hPa, 최대풍속 22m/s, 강풍 반경 120km의 세력으로 경기도 안산 근처 육상에 상륙했다고 발표했다. 상륙 이후 빠르게 북동진하면서 약화되었고, 일본 기상청 태풍정보 기준으로는 7월 19일 오전 9시에 강원도 양구군에서(추정) 중심기압 998hPa의 열대저압부로 소멸하였다. 한국 기상청 태풍정보 기준으로는 7월 19일 12시에 속초 북쪽 약 70km 부근 해상에서 중심기압 996hPa의 온대저기압으로 변질되었다. 카눈은 태국에서 제출한 태풍 이름으로 열대 과일 중 하나를 의미한다.

### 제8호 태풍 비센티(제명)
2012년 제8호 태풍 비센티(VICENTE)는 7월 21일 오후 9시에 중심기압 996hPa, 최대풍속 18m/s, 강풍 반경 330km(남동쪽 반경)의 열대폭풍(일본 기상청 태풍정보 기준)으로 홍콩 남동쪽 약 430km 부근 해상에서 발생하였다. 이후 서서히 발달하여 7월 23일 오전 3시에 홍콩 남쪽 약 370km 부근 해상에서 중심기압 985hPa, 최대풍속 25m/s, 강풍 반경 330km(남동쪽 반경)가 되었다.(일본 기상청 태풍정보 기준) 그러나 정체하면서 더디게 발달하던 태풍 비센티는 7월 23일 밤부터 북북서진을 하면서 급발달했고 7월 24일 오전 3시에는 홍콩 남서쪽 약 90km 부근 해상에서 중심기압 950hPa, 최대풍속 41m/s, 강풍 반경은 390km(남쪽 반경)로 늘어났고(일본 기상청 태풍정보 기준) 1분 최대풍속은 120kt에 육박하는 '강'한 중형의 태풍이 되었다. 7월 24일 오전 6시에 중심기압 950hPa, 최대풍속 41m/s의 세력으로 홍콩 근처 육상에 상륙하였다. 상륙 이후 육지와의 마찰로 급속하게 약화되어 7월 25일 오전 3시에 중화인민공화국 잔장 북서쪽 약 420km 부근 육상에서 중심기압 994hPa의(한국 기상청 태풍정보 기준으로는 996hPa) 열대저압부로 소멸하였다. 비센티는 미국에서 제출한 태풍 이름으로 남자 이름 중 하나를 의미한다.

### 제9호 태풍 사올라
2012년 제9호 태풍 사올라(SAOLA)는 7월 28일 오전 9시에 중심기압 1000hPa, 최대풍속 18m/s, 강풍 반경 370km의 열대폭풍(일본 기상청 태풍정보 기준)으로 필리핀 마닐라 동쪽 약 610km 부근 해상에서 발생하였다. 발생 이후 북북서진과 북진을 하다가 8월 1일 오후 3시에 대만 타이베이시 남동쪽 약 270km 부근 해상에서 중심기압 960hPa, 최대풍속 36m/s, 강풍 반경 750km(남동쪽 반경)의 세력 '강', 크기 '대형'(일본 기상청 태풍정보 기준)의 태풍으로 최성기를 맞이하였다. 그 이후 느리게 북북서진하면서 대만에 피해를 주었고, 대만을 지나간 뒤 재발달하지 못하고 8월 3일 오전에 중국 대륙 남부에 상륙하였다. 중국 상륙 뒤 더욱 약화되어서 8월 3일 오후 3시에 중화인민공화국 푸저우 북서쪽 약 120km 부근 육상에서 중심기압 992hPa의 열대저압부로 소멸하였다. 사올라는 베트남에서 제출한 태풍 이름으로 베트남에 서식하는 희귀 동물 사올라를 의미한다.

### 제10호 태풍 담레이
2012년 제10호 태풍 담레이(DAMREY)는 7월 28일 오후 9시에 중심기압 1004hPa, 최대풍속 18m/s, 강풍 반경 330km(동쪽 반경)의 열대폭풍(일본 기상청 태풍정보 기준)으로 일본 도쿄 남동쪽 약 1,330km 부근 해상에서 발생하였다. 발생 이후 서북서진하면서 발달과 약화를 반복했고 8월 2일 오전 3시에 제주도 서귀포 남쪽 약 150km 부근 해상에서 중심기압 980hPa, 최대풍속 26m/s, 강풍 반경 390km(동쪽 반경)의 세력 '중', 크기 '중형'(일본 기상청 태풍정보 기준)의 강한 열대폭풍으로 제주도에 최근접하였다. 제주도 남쪽 해상을 지난 뒤 폭염으로 수온이 상승한 서해상을 지나면서 급발달하였고 8월 2일 오후 9시에 중화인민공화국 칭다오 남쪽 약 190km 부근 해상에서 중심기압 970hPa, 최대풍속 36m/s, 강풍 반경 330km의 세력 '강', 크기 '중형'(일본 기상청 태풍정보 기준)의 태풍으로 최성기를 맞이하였다.(이후 사후해석을 통해 최성기 중심기압은 965hPa로 바뀜) 최성기 중심기압 970hPa, 최대풍속 36m/s의 세력으로 8월 2일 오후 10시 30분에 장쑤 성 옌청에 상륙했다. 중국 상륙 이후 급약화되어서 8월 3일 오후 3시에 중화인민공화국 칭다오 서북서쪽 약 220km 부근 육상에서 중심기압 996hPa의 열대저압부로 소멸하였다.(한국 기상청 태풍정보에서는 998hPa의 온대 저기압으로 변질되었다고 발표하였다.) 한편 이 태풍은 제주도 남쪽 해상을 지나갔는데 이 과정에서 중부 지방에 더운 공기를 공급하면서 중부 지방에 폭염이 더욱 심해지는 결과를 가져왔다. 담레이는 캄보디아에서 제출한 태풍 이름으로 코끼리를 의미한다.

### 제11호 태풍 하이쿠이
2012년 제11호 태풍 하이쿠이(HAIKUI)는 8월 3일 오전 9시에 중심기압 992hPa, 최대풍속 18m/s, 강풍 반경 560km(동쪽 반경)의 열대폭풍(일본 기상청 태풍정보 기준)으로 일본 도쿄 남쪽 약 1,340km 부근 해상에서 발생하였다. 발생 이후 서북서진하면서 서서히 발달하였고, 8월 7일 오후 9시에 중화인민공화국 상하이 남남동쪽 약 350km 부근 해상에서 중심기압 965hPa, 최대풍속 33m/s(한국 기상청 태풍정보 기준 중심기압 965hPa, 최대풍속 38m/s), 강풍 반경 440km(북쪽 반경)의 세력 '강', 크기 '중형'(일본 기상청 태풍정보 기준)의 태풍으로 최성기를 맞이하였다. 8월 8일 오전 6시에 최성기 세력인 중심기압 965hPa, 최대풍속 33m/s을 유지한 상태로 상하이 남쪽 육상에 상륙하였다. 상륙 이후 급약화되어서 내륙으로 깊숙히 이동하다가 한국 기상청 태풍정보 기준으로 8월 9일 오후 9시에 중화인민공화국 상하이 서쪽 약 410km 부근 육상에서 중심기압 994hPa의 열대저압부로 소멸하였다.(일본 기상청 태풍정보 기준으로는 8월 10일 오전 3시에 중심기압 994hPa의 열대저압부로 소멸하였다.) 하이쿠이는 중화인민공화국에서 제출한 태풍 이름으로 말미잘을 의미한다.

### 제12호 태풍 기러기
2012년 제12호 태풍 기러기(KIROGI)는 8월 6일 오전 211시에 중심기압 996hPa, 최대풍속 18m/s, 강풍 반경 440km(북동쪽 반경)의 열대폭풍(일본 기상청 사후해석 반영)으로 일본 도쿄 동남동쪽 약 1,890km 부근 해상에서 발생하였다. 그 이후 북북서진하면서 이동하였고 8월 9일 오후 3시에 일본 센다이 동쪽 약 1,210km 부근 해상에서 중심기압 990hPa, 최대풍속 26m/s, 강풍 반경 440km(북동쪽 반경)의 세력 '중', 크기 '중형'(일본 기상청 태풍정보 기준)의 강한 열대폭풍으로 최성기를 맞이하였다. 그 이후 빠르게 북북서진하면서 약화되었고 한국 기상청 태풍정보 기준으로는 8월 10일 오전 9시에 일본 삿포로 동쪽 약 710km 부근 해상에서 중심기압 994hPa의 온대저기압으로 변질되었다.(일본 기상청 태풍정보 기준으로는 8월 10일 오후 3시에 쿠릴 열도 부근 해상에서 중심기압 996hPa의 온대저기압으로 변질되었다.) 기러기는 조선민주주의인민공화국에서 제출한 이름으로 기러기를 의미한다.

### 제13호 태풍 카이탁
2012년 제13호 태풍 카이탁(KAI-TAK)는 8월 13일 오전 9시에 중심기압 998hPa, 최대풍속 18m/s, 강풍 반경 280km, 크기 '소형'의 열대폭풍(일본 기상청 태풍정보 기준)으로 필리핀 마닐라 동북동쪽 약 830km 부근 해상에서 발생하였다. 발생 이후 서진과 서북서진을 하면서 서서히 발달하였고, 8월 17일 오전 9시에 중화인민공화국 잔장 동남동쪽 약 100km 부근 해상에서 중심기압 970hPa, 최대풍속 33m/s(한국 기상청 태풍정보 기준 중심기압 970hPa, 최대풍속 36m/s), 강풍 반경 330km의 세력 '강', 크기 '중형'(일본 기상청 태풍정보 기준)의 태풍으로 최성기를 맞이하였다. 8월 17일 12시에 최성기 세력인 중심기압 970hPa, 최대풍속 33m/s을 유지한 상태로 중국 대륙 남부 레이저우반도를 관통하였고, 8월 18일 0시에 중심기압 975hPa, 최대풍속 31m/s의 세력으로(일본 기상청 태풍정보 기준) 베트남 하노이 북동쪽 육상에 상륙하였다. 상륙 이후 급약화되어서 한국 기상청 태풍정보 기준으로 8월 18일 오후 3시에 베트남 하노이 북서쪽 약 260km 부근 육상에서 중심기압 994hPa의 열대저압부로 소멸하였다.(일본 기상청 태풍정보 기준으로는 8월 18일 오후 3시에 중심기압 996hPa의 열대저압부로 소멸하였다.) 카이탁은 홍콩에서 제출한 이름으로 홍콩의 옛 공항 카이탁 공항을 의미한다.

### 제14호 태풍 덴빈
2012년 제14호 태풍 덴빈(TEMBIN)은 8월 19일 오전 9시에 발생한 중심기압 1002hPa, 최대풍속 18m/s, 강풍 반경 330km, 크기 '중형'의 열대폭풍(일본 기상청 태풍정보 기준)으로, 필리핀 마닐라 북동쪽 약 530km 부근 해상에서 발생하였다. 발생 직후 급발달하여 8월 20일 오후 9시에 필리핀 마닐라 북동쪽 약 650km 부근 해상에서 중심기압 945hPa, 최대풍속 46m/s, 강풍 반경 330km의 세력 '매우 강', 크기 '중형'(일본 기상청 태풍정보 기준)의 태풍으로 최성기를 맞이하였다. 그 뒤 덴빈은 최성기에서 조금 약화된 세력으로 대만에 상륙하였다. 뒤이어 발생한 제15호 태풍 볼라벤에 의한 후지와라 효과에 의해 타이완 상륙 뒤에 남중국해에서 머물며 재발달하다가 타이완에 재상륙 한 뒤 서해상으로 진출하였다. 당초 태풍은 서해안을 통과할 것으로 예상했으나(전남 목포 상륙 예상 진로), 북태평양 고기압의 수축으로 중심기압 980hPa, 최대풍속 31m/s의 세력으로 8월 30일 오전 10시 45분경 전남 완도 부근 해안에 상륙했고, 이후 북동진하여 경북 지역을 지나갔다. 이후 급약화되어 일본 기상청에서는 8월 30일 오후 9시에 경북 영천 부근에서 중심기압 1004hPa의 온대 저기압으로 변질되었다고 발표했고, 한국 기상청은 8월 31일 0시에 강원도 동해 동쪽 약 110km 부근 해상에서 중심기압 1002hPa의 온대 저기압으로 변질되었다고 발표했다.
덴빈은 일본에서 제출한 이름으로, 별자리인 천칭자리를 의미한다.

### 제15호 태풍 볼라벤
2012년 제15호 태풍 볼라벤(BOLAVEN)는 8월 20일 오후 3시에 중심기압 1000hPa, 최대풍속 18m/s, 강풍 반경 390km, 크기 '중형'의 열대폭풍(일본 기상청 태풍정보 기준)으로 미국 괌 북서쪽 약 570km 부근 해상에서 발생하였다. 발생 직후부터 발달 속도가 붙으면서 발생 하루 뒤인 8월 21일 오전 9시에 중심기압 985hPa, 최대풍속 25m/s로 발달했다. 8월 22일 오후 3시에 한국 기상청 기준으로 중심기압 955hPa, 최대풍속은 41m/s(일본 기상청 태풍정보 기준 중심기압 955hPa, 최대풍속 39m/s)로 발달한 태풍 볼라벤은 제14호 태풍 덴빈과의 후지와라 효과가 발생하여 덴빈을 타이완으로 밀어내면서 정체시켰고 해수면 온도가 낮은 해상을 통과하면서 세력 발달도 다소 지연되었다. 8월 21일 오후의 세력을 계속 유지하던 태풍 볼라벤은 8월 23일부터 해수면 온도가 낮은 해상을 빠져나오면서 본격적으로 발달하기 시작하였다. 8월 24일 오전 9시에는 중심기압 940hPa, 최대풍속은 47m/s(일본 기상청 태풍정보 기준 중심기압 940hPa, 최대풍속 46m/s)까지 발달하고 8월 25일 오후 3시에는 중심기압 930hPa, 최대풍속 50m/s(일본 기상청 태풍정보 기준 중심기압 930hPa, 최대풍속 51m/s)까지 발달하였다. 그리고 8월 26일 오전 9시에 일본 오키나와 동남동쪽 약 210km 부근 해상에서 중심기압 910hPa, 최대풍속 51m/s(한국 기상청 태풍정보 기준 중심기압 920hPa, 최대풍속 53m/s), 강풍 반경 650km의 세력 '매우 강', 크기 '대형'(일본 기상청 태풍정보 기준)의 태풍으로 최성기를 맞이하였다. 오키나와 통과 뒤 서해상 진출 상태에서 볼라벤은 다소 약화되었고, 8월 28일에 한국 기상청 태풍정보 기준으로 960hPa, 최대풍속 40m/s(일본 기상청 태풍정보 기준 중심기압 960hPa, 최대풍속 33m/s)의 세력을 유지하면서 서해상을 통과했다. 한국 기상청 태풍정보 기준으로는 8월 28일 오후 4시에 중심기압 965hPa, 최대풍속 38m/s(일본 기상청 태풍정보 기준 중심기압 965hPa, 최대풍속 31m/s)의 세력으로 조선민주주의인민공화국 황해남도 강령군 부근 육상에 상륙하였다. 일본 기상청 태풍정보 기준으로는 8월 29일 오전 3시에 중심기압 980hPa, 최대풍속 23m/s의 세력으로 신의주에 상륙하였다. 한국 기상청 태풍정보 기준으로는 8월 29일 오전 6시에 강계 북쪽 약 220km 부근 육상에서 중심기압 986hPa의 온대저기압으로 변질되었다. 일본 기상청 태풍정보 기준으로는 8월 29일 오후 3시에 만주 부근 육상(중화인민공화국-러시아 국경 부근 육상)에서 중심기압 986hPa의 온대저기압으로 변질되었다. 한반도 전역에 바람 피해를 낸 볼라벤은 사망, 실종 144명의 인명 피해를 냈다. 볼라벤은 라오스에서 제출한 이름으로 라오스의 고원 중 하나인 볼라웬고원을 의미한다.

### 제16호 태풍 산바
2012년 제16호 태풍 산바(SANBA)는 9월 11일 오전 9시에 중심압 1004hPa, 최대풍속 18m/s, 강풍 반경 280km, 크기 '소형'의 열대폭풍으로 필리핀 마닐라 동남동쪽 약 1,530km 부근 해상에서 발생하였다. 태풍 산바는 발생 뒤 필리핀 동쪽의 해수면 온도와 열용량이 높은 해역을 따라 이동하면서 급발달하였고, 9월 14일 오후 3시에 일본 오키나와 남남동쪽 약 830km 부근 해상에서 중심기압 900hPa, 최대풍속 56m/s(한국 기상청 태풍정보 기준 중심기압 910hPa, 최대풍속 56m/s), 강풍 반경 560km의 세력 '맹렬함', 크기 '대형'(일본 기상청 태풍정보 기준)의 태풍으로 최성기를 맞이하였고, SSHS 기준으로도 올해 첫 5등급 태풍이 되었다. 태풍 산바는 최성기 이후 조금 약화되었다가 오키나와에 근접하면서 열용량이 높은 해역으로 다시 진입하면서 태풍의 눈이 생겼다. 이후 9월 16일 오전 6시 중심기압 925hPa, 최대풍속 51m/s의 세력(일본 기상청 태풍정보 기준)으로 오키나와에 최접근하였다. 이후 각국 기상청들은 태풍 산바가 약화되어 북위 30도를 통과할 쯤에서는 950hPa대를 유지할 것으로 내다 보았으나, 태풍 산바는 이러한 예상과 달리 세력을 유지하면서, 9월 16일 오후 7시에 태풍 산바는 중심기압 930hPa, 최대풍속 46m/s의 세력으로 북위 30도를 통과하였다.(일본 기상청 태풍정보 기준) 이후에 북상하면서 세력은 조금씩 약화되었으나 여전히 강한 세력을 유지해 9월 17일 오전 11시 30분경에 경남 남해군 상주면에 최저기압 965hPa, 최대풍속 38m/s(일본 기상청 태풍정보 기준으로는 중심기압 965hPa, 최대풍속 36m/s로 12시에 경남 남해군 상륙)의 세력으로 상륙하였다.(한국 기상청 태풍정보 기준) 한반도 상륙 이후 급약화되었고, 세력이 약화된 상태로 동해상에 진출하였다. 9월 18일 오전 9시에 태풍 산바는 청진 동북동쪽 약 290km 부근 해상에서 중심기압 998hPa(일본 기상청 태풍정보 기준으로는 중심기압 994hPa)의 온대저기압으로 변질되었다. 산바는 마카오에서 제출한 이름으로 마카오의 지명 중 하나를 의미한다. 

### 제17호 태풍 즐라왓
2012년 제17호 태풍 즐라왓(JELAWAT)는 9월 21일 오전 3시에 중심기압 1002hPa, 최대풍속 18m/s, 강풍 반경 280km, 크기 '소형'의 열대폭풍으로 필리핀 마닐라 동쪽 약 1,160km 부근 해상에서 발생하였다.(일본 기상청 태풍정보 기준) 발생 이후 태풍 주변에 뚜렷한 지향류가 없어서 거의 정체하면서 맴돌다시피 하다가 느리게 북서진을 시작하였다. 느리게 북서진하면서 태풍 즐라왓은 해수면 온도와 열 용량이 매우 높은 필리핀 동쪽 해상 웜풀에 진입하며 급발달을 시작하였다. 웜풀에 들어간 태풍 즐라왓은 일본 기상청 태풍정보 기준으로는 9월 25일 오전 3시에 필리핀 마닐라 동쪽 약 750km 부근 해상에서 중심기압 905hPa, 최대풍속 56m/s, 강풍 반경 390km의 '맹렬'한 '중형'의 태풍으로 최성기를 맞이하였다. 한편, 한국 기상청 태풍정보 기준으로는 9월 26일 오후 9시에 필리핀 마닐라 북동쪽 약 680km 부근 해상에서 중심기압 905hPa, 최대풍속 57m/s, 강풍 반경 380km의 '매우 강'한 '중형'의 태풍으로 최성기를 맞이하였다고 하여 해석의 차이를 보였다. 최성기 이후 북위 20도를 넘으면서 서서히 약화되었고 태풍 즐라왓은 9월 28일 오전 9시부터 전향을 시작하여 당일 오후 9시에 본격적인 북동진을 시작하였다. 최성기에 비해 많이 약해졌으나, 여전히 강력한 세력을 유지한 채 오키나와로 접근하였다. 시속 30km라는 빠른 속도로 북동진하던 태풍 즐라왓은 9월 29일 12시에 중심기압 935hPa, 최대풍속 46m/s의 세력으로 오키나와를 강타하였다. 태풍 즐라왓의 오키나와 강타시에 오키나와 나하의 9월 29일 오전 11시 해면기압이 947.7hPa까지 떨어졌고 순간최대풍속 61.2m/s라는 기록을 세워 지난 태풍 볼라벤과 태풍 산바에 이어 3연속으로 오키나와에 피해를 입혔다. 특히 태풍 즐라왓은 앞의 두 태풍과 거의 비슷한 세력으로 오키나와를 강타하였지만 태풍의 속도가 빠른 탓에 풍속에 이동 속도가 더해져 순간적인 강풍이 더 많이 불게 되는 결과를 초래하였다. 오키나와를 강타한 태풍 즐라왓은 일본 본토로 직행하였다. 일본 기상청 기준 9월 29일 오후 9시 태풍 즐라왓의 세력은 중심기압 940hPa, 최대풍속 47m/s, 강풍 반경 500km의 '대형'의 '매우 강'한 태풍이었다. 태풍의 속도가 더 가속화되어 9월 30일 오전 3시에는 태풍의 속도가 시속 40km에 달하였고 오전 6시에는 북위 30도를 넘었다. 하지만 북위 30도를 넘은 시점에서도 일본 기상청 기준 중심기압 945hPa, 최대풍속 44m/s의 매우 강한 세력을 유지했었다. 이후 태풍의 세력 약화도 가속화되어 9월 30일 오후 3시에 중심기압 965hPa, 최대풍속 36m/s, 강풍 반경 500km(남동쪽 반경)의 '강'한 '대형'(일본 기상청 태풍정보 기준)의 태풍으로 일본 와카야마에 상륙하였다. 이후 태풍 즐라왓은 시속 75km라는 매우 빠른 속도로 단 15시간만에 일본 열도를 관통하고 10월 1일 오전 6시경 일본 동쪽 해상으로 빠져나와 한국 기상청 태풍정보 기준으로는 10월 1일 오후 3시에 일본 삿포로 동쪽 약 620km 부근 해상에서 중심기압 994hPa의 온대저기압으로 변질되었다. 일본 기상청 태풍정보 기준으로는 10월 1일 오후 9시에 쿠릴 열도 부근 해상에서 중심기압 992hPa의 온대저기압으로 변질되었다. 즐라왓은 말레이시아에서 제출한 이름으로 잉어과 민물고기의 한 종류를 의미한다.

### 제18호 태풍 에위니아
2012년 제18호 태풍 에위니아(EWINIAR)는 9월 24일 오후 9시에 중심기압 1000hPa, 최대풍속 18m/s, 강풍 반경 280km(동쪽 반경), 크기 '소형'의 열대폭풍으로 미국 괌 북서쪽 약 980km 부근 해상에서 발생하였다.(일본 기상청 태풍정보 기준) 발생 이후 북서진하면서 발달하였고, 9월 26일 오후 9시에 일본 도쿄 남남동쪽 약 850km 부근 해상에서 중심기압 985hPa, 최대풍속 25m/s, 강풍 반경 440km(동쪽 반경)의 세력 '중', 크기 '중형'(일본 기상청 태풍정보 기준)의 강한 열대폭풍으로 최성기를 맞이하였다. 최성기 이후 북동진으로 전향해서 약화되었고 9월 30일 오전 9시에 일본 삿포로 동쪽 약 1,110km 부근 해상에서 중심기압 1000hPa의 온대 저기압으로 변질되어서 소멸하였다. 에위니아는 미크로네시아에서 제출한 이름으로 폭풍의 신을 의미한다.

### 제19호 태풍 말릭시
2012년 제19호 태풍 말릭시(MALIKSI)는 10월 1일 오후 3시에 중심기압 998hPa, 최대풍속 18m/s, 강풍 반경 440km(북동쪽 반경), 크기 '중형'의 열대폭풍으로 미국 괌 북북동쪽 약 520km 부근 해상에서 발생하였다.(일본 기상청 태풍정보 기준) 발생 이후 북서진하면서 서서히 발달하였고, 10월 3일 오전 9시에 일본 도쿄 남쪽 약 1,260km 부근 해상에서 중심기압 985hPa, 최대풍속 25m/s, 강풍 반경 700km(동쪽 반경)의 세력 '중', 크기 '대형'(일본 기상청 태풍정보 기준)의 강한 열대폭풍으로 최성기를 맞이하였다. 최성기 이후 북동진으로 전향해서 약화되었고 10월 4일 오후 3시에 일본 센다이 동남동쪽 약 510km 부근 해상에서 중심기압 982hPa의 온대 저기압으로 변질되어서 소멸하였다.(일본 기상청 태풍정보 기준. 한국 기상청 태풍정보 기준으로는 중심기압 990hPa) 말릭시는 필리핀에서 제출한 이름으로 빠름을 의미한다.

### 제20호 태풍 개미
2012년 제20호 태풍 개미(GAEMI)는 10월 1일 오후 9시에 중심기압 1002hPa, 최대풍속 18m/s, 강풍 반경 220km(북서쪽 반경), 크기 '소형'의 열대폭풍으로 홍콩 남쪽 약 580km 부근 해상에서 발생하였다.(일본 기상청 태풍정보 기준) 발생 이후 남동진하면서 서서히 발달했고, 10월 3일 오후 3시에 필리핀 마닐라 서북서쪽 약 390km 부근 해상에서 중심기압 990hPa, 최대풍속 25m/s, 강풍 반경 280km의 세력 '중', 크기 '소형'(일본 기상청 태풍정보 기준)의 강한 열대폭풍으로 최성기를 맞이하였다. 최성기 이후 전향해 남서진하면서 약화되었고, 10월 6일 오후 9시에 베트남 호치민 북북동쪽 약 330km 부근 육상에서 중심기압 1004hPa의 열대저압부로 소멸하였다.(일본 기상청 태풍정보 기준. 한국 기상청 태풍정보 기준으로는 중심기압 1002hPa) 개미는 대한민국에서 제출한 이름으로 곤충 개미를 의미한다.

### 제21호 태풍 프라피룬
2012년 제21호 태풍 프라피룬(PRAPIROON)는 10월 7일 오후 9시에 중심기압 1000hPa, 최대풍속 18m/s, 강풍 반경 280km, 크기 '소형'의 열대폭풍으로 미국 괌 서북서쪽 약 1,000km 부근 해상에서 발생하였다.(일본 기상청 태풍정보 기준) 발생 이후 느리게 북서진하면서 발달하였고, 10월 11일 오후 9시에 일본 오키나와 남쪽 약 780km 부근 해상에서 중심기압 940hPa, 최대풍속 46m/s, 강풍 반경 440km의 세력 '매우 강', 크기 '중형'(일본 기상청 태풍정보 기준)의 태풍으로 최성기를 맞이하였다. 최성기 이후 태풍 주변에 지향류가 없어서 지그재그 형태의 진로를 그리면서 매우 느리게 이동하였다. 이후 일본 오키나와 남동쪽 해상에서 전향한 뒤 빠른 속도로 북동진하면서 약화되었다. 한국 기상청 태풍정보 기준으로 10월 19일 오후 3시에 일본 도쿄 동남동쪽 약 650km 부근 해상에서 중심기압 996hPa의 온대 저기압으로 변질되었다. 일본 기상청 태풍정보 기준으로는 10월 19일 오후 9시에 일본 동쪽 해상에서 중심기압 1000hPa의 온대 저기압으로 변질되었다. 프라피룬은 태국에서 제출한 이름으로 비의 신을 의미한다.

### 제22호 태풍 마리아
2012년 제22호 태풍 마리아(MARIA)는 10월 14일 오후 9시에 중심기압 1002hPa, 최대풍속 18m/s, 강풍 반경 280km(동쪽 반경), 크기 '소형'의 열대폭풍으로 미국 괌 북북서쪽 약 520km 부근 해상에서 발생하였다.(일본 기상청 태풍정보 기준)  발생 이후 북서진하면서 발달하였고, 10월 15일 오전 9시에 미국 괌 북북서쪽 약 740km 부근 해상에서 중심기압 990hPa, 최대풍속 25m/s, 강풍 반경 280km(동쪽 반경)의 세력 '중', 크기 '소형'(일본 기상청 태풍정보 기준)의 강한 열대폭풍으로 최성기를 맞이하였다. 최성기 이후 북진하다가 북동진으로 전향한 뒤 약화되었고, 한국 기상청 태풍정보 기준으로 10월 19일 오전 3시에 일본 도쿄 동남동쪽 약 1,640km 부근 해상에서 중심기압 998hPa의 온대 저기압으로 변질되었다. 일본 기상청 태풍정보 기준으로는 10월 19일 오전 9시에 일본 동쪽 해상에서 중심기압 1006hPa의 열대저압부로 소멸하였다. 마리아는 미국에서 제출한 이름으로 여자 이름을 의미한다.

### 제23호 태풍 손띤
2012년 제23호 태풍 손띤(SON-TINH)는 10월 24일 오전 3시에 중심기압 998hPa, 최대풍속 18m/s, 강풍 반경 280km, 크기 '소형'의 열대폭풍으로 필리핀 마닐라 남동쪽 약 950km 부근 해상에서 발생하였다.(일본 기상청 태풍정보 기준) 발생 이후 필리핀을 지나 남중국해에 진출한 뒤 서북서진하면서 서서히 발달하였고, 10월 27일 오후 9시에 베트남 하노이 남동쪽 약 510km 부근 해상에서 중심기압 945hPa, 최대풍속 44m/s, 강풍 반경 390km의 세력 '매우 강', 크기 '중형'(일본 기상청 태풍정보 기준)의 태풍으로 최성기를 맞이하였다. 최성기 이후 통킹만으로 진출한 뒤 10월 29일 0시에 중심기압 975hPa, 최대풍속 33m/s의 세력으로(일본 기상청 태풍정보 기준) 베트남 하노이 부근 육상에 상륙하였다. 상륙 이후 육지와의 마찰로 급속하게 약화되었고, 10월 29일 오후 3시에 베트남 하노이 동북동쪽 약 160km 부근 육상에서 중심기압 1006hPa의 열대저압부로 소멸하였다.(한국 기상청 태풍정보 기준으로는 중심기압 1000hPa) 손띤은 베트남에서 제출한 이름으로 신화 속의 산신 이름을 의미한다.

### 제24호 태풍 보파(제명)
2012년 제24호 태풍 보파(BOPHA)는 11월 27일 오전 3시에 중심기압 1002hPa, 최대풍속 18m/s, 강풍 반경 280km, 크기 '소형'의 열대폭풍으로 미국 괌 남동쪽 약 1,610km 부근 해상에서 발생하였다.(일본 기상청 태풍정보 기준) 발생 이후 서진과 서북서진을 하며 서서히 발달했고, 중심기압 935hPa, 최대풍속 51m/s의 세력으로 팔라우 섬 부근 해상을 지나갔고(일본 기상청 태풍정보 기준), 잠깐 약화되었다가 다시 발달하여 12월 3일 오후 9시에는 필리핀 마닐라 남동쪽 약 1,170km 부근 해상에서 중심기압 930hPa, 최대풍속 51m/s, 강풍 반경 390km의 '매우 강'한 '중'형 태풍으로 최성기를 맞이하였다.(일본 기상청 태풍정보 기준) 12월 4일 오전 6시에 중심기압 930hPa, 최대풍속 51m/s의 세력으로 필리핀 남부 민다나오섬에 상륙하였다. 상륙 이후 약화되어 남중국해에 진출하였고, 필리핀 북부 루손섬 방향으로 유턴하면서 12월 7일 오후 9시에 중심기압 945hPa, 최대풍속 46m/s의 세력으로 재발달하였다.(일본 기상청 태풍정보 기준) 그 이후 한기 남하로 급약화되어서 12월 9일 오후 3시에 필리핀 마닐라 북북서쪽 약 430km 부근 해상에서 중심기압 1004hPa의 열대저압부로 소멸하였다. 보파는 필리핀에서 1,060여명의 사망자와 800여명의 실종자를 내는 등 심대한 인명 피해를 입혔다. 보파는 캄보디아에서 제출한 이름으로 꽃 이름을 의미한다.
한편 2013년 1월 29일부터 2월 1일까지 홍콩에서 열린 제45차 태풍위원회 총회에서 아시아 14개국은 심대한 피해를 입힌 태풍 '보파' 대신  '암필'을 쓰기로 결정했다.

### 제25호 태풍 우쿵
2012년 제25호 태풍 우쿵(WUKONG)은 12월 25일 오전 9시에 중심기압 1002hPa, 최대풍속 18m/s, 강풍 반경 220km, 크기 '소형'의 열대폭풍으로 필리핀 마닐라 동남동쪽 약 990km 부근 해상에서 발생하였다.(일본 기상청 태풍정보 기준) 발생 이후 필리핀 통과 전에 잠깐 발달해서 12월 25일 오후 3시에 필리핀 마닐라 남동쪽 약 830km 부근 해상에서 중심기압 998hPa, 최대풍속 21m/s, 강풍 반경 220km로 최성기를 맞이하였다.(일본 기상청 태풍정보 기준) 필리핀 통과 이후 약화되어서 한국 기상청 태풍정보 기준으로는 12월 27일 오후 9시에 필리핀 마닐라 남서쪽 약 840km 부근 해상에서 중심기압 1006hPa의 열대저압부로 소멸하였다. 일본 기상청 태풍정보 기준으로는 12월 28일 오후 3시에 베트남 남쪽 해상에서 중심기압 1004hPa의 열대저압부로 소멸하였다. 우쿵은 중화인민공화국에서 제출한 이름으로 손오공을 의미한다.

## 같이 보기
- 2011~2012년 남태평양 사이클론
- 2012년 북대서양 허리케인
- 2012년 동태평양 허리케인
- 2012년 북인도양 사이클론